# As the Palaces Burn
As the Palaces Burn (с англ. — «Пока горят дворцы») — второй студийный альбом американской грув-метал-группы Lamb of God, вышедший 6 мая 2003 года на лейбле Prosthetic Records.
Спродюсированный Девином Таунсендом из Strapping Young Lad, альбом был записан за 19 дней в родном городе группы Ричмонде. По ходу записи у музыкантов и продюсера регулярно возникали различные проблемы, как технического, так и личного характера. Всё это вылилось в то, что Таунсенд отказался сводить запись, и в итоге альбом вышел с сырым звучанием, что сильно не удовлетворило музыкантов.
Несмотря на это As the Palaces Burn неоднократно признавался одним из лучших метал-альбомов 2003 года и закрепил за Lamb of God статус одной из ведущих и наиболее экстремальных групп новой волны американского хеви-метала. В 2017 году журнал Rolling Stone поставил альбом на 86 место в списке «100 величайших метал-альбомов всех времён».
В 2013 году, в честь десятилетия релиза, группой было решено провести полное пересведение и ремастеринг альбома. 13 ноября 2013 года вышло переиздание альбома, которое было крайне положительно встречено музыкальной прессой, отмечавшей заметное улучшение звучания.

## Создание альбома
В 2000 году Lamb of God выпустили свой дебютный альбом New American Gospel, который был тепло принят музыкальными критиками и фанатами метала, а сама группа была признана одним из ведущих коллективов движения новой волны американского хеви-метала. После выхода альбома группа отправилась в длительное турне по Северной Америке, продолжавшееся почти два года. В течение этого турне Lamb of God выступили с такими группами, как GWAR, Cannibal Corpse, Six Feet Under, Dimmu Borgir, Mushroomhead и Shadows Fall, а также участвовали в качестве хедлайнеров в фестивалях Metal-Nation: The Gathering и Hellfest. Несмотря на успех New American Gospel участники группы всё ещё оставались на своих основных работах, в частности, барабанщик Крис Адлер работал сетевым администратором.
К началу 2002 года у группы накопился материал для нового альбома. В июле 2002 года группа исполнила вживую несколько новых песен с рабочими названиями «Blood Junkie», «Swedish Ass F$&#» и «Art of Ruin». Для продюсирования будущей записи был приглашён канадский музыкант и продюсер Девин Таунсенд, видевший выступление группы в Ванкувере и прилетевший в Ричмонд для работы над альбомом. Впоследствии, в документальном фильме The Making of As the Palaces Burn, Таунсенд признавался, что в итоге ушёл с того концерта, решив, что группа недостаточно хороша, и перед работой над As the Palaces Burn он ни разу не слушал их дебютный альбом. В июле 2002 года было объявлено, что группа начнёт запись в ноябре того же года, а помогать Таунсенду будет концертный звукорежиссёр Lamb of God, Деннис Соломан.

### Запись
Запись альбома началась 23 ноября 2002 года в Montana Studios. К 26 ноября уже были записаны все партии ударных, а к 11 декабря группа закончила запись альбома. Для записи гитарного соло к песне «Purified» музыканты решили пригласить стороннего гитариста. Марк Мортон и Вилли Адлер планировали позвать местных ричмондских музыкантов, однако Крис Адлер связался с Крисом Поландом, известным своей работой над первыми двумя альбомами Megadeth. Было оговорено, что Поланд самостоятельно запишет соло в своей студии и пришлёт запись по почте, однако из-за технических неполадок со стороны Поланда Lamb of God получили его посылку только к самому концу сведения.
Несмотря на короткий срок работы в студии, запись оказалась изнуряющей как для группы, так и для продюсера, и по ходу работы над альбомом регулярно возникали различные проблемы. По прилёте Таунсенда в Ричмонд тот узнал, что работники аэропорта сильно повредили привезённое им звукозаписывающее оборудование, сделав его непригодным для использования. В дополнение к этому оказалось, что микшерный пульт студии имеет ряд неполадок, включая неработающие каналы, и продюсеру, незнакомому с местным оборудованием, не приставили в помощь никого из местных инженеров, что значительно осложнило процесс записи. Усугубило это наличие постоянной работы у музыкантов Lamb of God, из-за чего они могли приходить в студию только в свободное от работы время. Так, один музыкант мог прийти утром, перед началом рабочего дня, а затем вечером приходил уже другой, вынуждая Таунсенда работать практически круглосуточно.
Отношения между музыкантами и продюсером во время записи также были весьма напряжёнными. Марк Мортон и Крис Адлер регулярно конфликтовали и не могли прийти к единому мнению насчёт написанного материала, а Таунсенд, в свою очередь, давил на музыкантов, пытаясь добиться от них наилучших дублей, и однажды чуть не довёл до слёз гитариста Вилли Адлера. Вокалист Рэнди Блай, имевший тогда серьёзные проблемы с употреблением алкоголя, постоянно приходил в студию пьяным, чем выводил из себя продюсера и остальную группу.
На фоне всего этого было решено провести сведение пластинки в Ванкувере. Из-за эмоционального истощения Таунсенд отказался заниматься сведением альбома и передал его своему другу Шону Тингвольду, а в помощь ему из Ричмонда прилетели Крис Адлер и Марк Мортон. 7 января 2003 года было объявлено название нового альбома, As the Palases Burn, а 10 января группа опубликовала треклист. Тогда же была объявлена первоначальная дата релиза, 15 апреля, однако затем она была перенесена на 6 мая. В конце января группа закончила сведение альбома и в феврале начала мастеринг в лос-анджелесской студии Marcessun Studios.

### Продвижение
В поддержку альбома было снято несколько музыкальных видео. В июне 2003 года был снят видеоклип на песню «11th Hour», режиссёром которого выступил Джейсон Джозеф, ранее снимавший видео для групп The Black Dahlia Murder и Dirty Power. Премьера видеоклипа состоялась 19 июля в программе MTV Headbangers Ball. Затем, в октябре 2003 года в Лос-Анджелесе было снято музыкальное видео на открывающую песню альбома, «Ruin». Помимо этого, группа выпустила DVD видеоальбом, который включает в себя несколько живых выступлений 2003 года, клипы на песни «Black Label» (с New American Gospel), «11th Hour» и «Ruin», интервью с музыкантами и видеоролики о создании As the Palaces Burn. В марте 2004 года был выпущен третий видеоклип на заглавную песню «As the Palaces Burn», снятый режиссёром Дэном Рашем. 22 октября 2013 года, в честь десятилетия альбома и выхода переиздания, группой был выпущен видеоклип на песню «Vigil».

## Тексты песен и обложка
Альбом был написан после террористических атак 11 сентября 2001 года, что значительно повлияло на текстовое содержание альбома, сделав его намного более политизированным, чем дебют группы. Крис Адлер говорил по этому поводу:
Мы все пережили то время, и у нас была возможность выразить эти мнения. Я думаю, что было бы безответственно не высказывать своё мнение
В частности, песня «Blood Junkie» посвящена критике президента Джорджа Буша и его администрации: «Возмездие или месть не имеет значения, Пока свинья остаётся на вершине костяной лестницы, построенной его отцом». Песня «Vigil» наполнена многочисленными религиозными отсылками, однако журнал Kerrang! видит в песне скорее «плач по состоянию Америки времён Второй войны в Персидском заливе».
Обложку для альбома создал Кен Аддамс, который, начиная с Burn the Priest, приложил руку ко всем альбомам Lamb of God. По словам художника, по большей части он создал композицию для обложки из «того же хлама, что использовал для New American Gospel». Концепция обложки называется «Поклонение технологиям», и её задумка заключалась том, что если бы технологии стали божеством, органическая материя слилась бы с микросхемами, чтобы стать единым организмом. Для переиздания альбома Аддамс воссоздал лицо Иисуса Христа из Туринской плащаницы с помощью рисунка электрических схем, продолжая таким образом концепцию технологии-божества.

## Отзывы критиков
| Оценки критиков      | Оценки критиков |
| Источник             | Оценка          |
| -------------------- | --------------- |
| AllMusic             | [ 5 ]           |
| Blabbermouth         | [ 36 ]          |
| Entertainment Weekly | B               |
| Metal.de             | [ 6 ]           |
| Metal1.info          | [ 38 ]          |
| Powermetal.de        | без оценки      |
| Rock Hard            | [ 40 ]          |
| Rolling Stone        | [ 41 ]          |
| Ultimate Guitar      | [ 42 ]          |

Альбом был в целом положительно воспринят музыкальной прессой. Обозреватели отмечали тяжесть и агрессивность гитарных риффов, и особенно вокал Рэнди Блая. В обзоре интернет-портала Metal.de песни альбома напрямую сравнивались со шведским дэт-металом, а Эдуардо Ривадавия из AllMusic писал, что «умение группы создавать вкусные риффы из уставшего и обветренного каркаса дэт-метала остаётся неизменным, и приятно освежает, когда в практически каждой песне открываешь для себя что-то запоминающееся и захватывающее». В дополнение к агрессивности звучания, в рецензии журнала Rock Hard отдельно отмечались мелодичные фрагменты в таких песнях как «Blood Junkie», «11th Hour», «For Your Malice» и «Vigil». Однако Михаэль Кулюке с портала Powermetal.de высказывался об альбоме более негативно, называя альбом скучным и надоедающим всё больше с каждым новым прослушиванием.
Впоследствии As the Palaces Burn признавался одним из лучших метал-альбомов 2003 года различными музыкальными изданиями. Metal Hammer включили его в свой список «20 лучших метал-альбомов 2003 года», а интернет-издание Loudwire отвело альбому пятое место в своём аналогичном топе-10. По итогам 2003 года журнал Revolver признал As the Palaces Burn альбомом года. Вскоре после выхода альбома Guitar World включил Марка Мортона и Вилли Адлера в список «100 величайших метал-гитаристов всех времён». В 2017 году журнал Rolling Stone поставил альбом на 86 место в списке «100 величайших метал-альбомов всех времён».
Критики отмечали, что данным альбомом Lamb of God закрепили за собой звание наиболее тяжёлой и экстремальной группы новой волны американского хеви-метала. Эдуардо Ривадавия писал, что несмотря на трёхлетнее ожидание, группы выпустила «одно из своих решающих заявлений» и смогла выйти из тени Pantera. Аксель Розенберг из интернет-портала MetalSucks объяснял значение As the Palaces Burn тем, что на рубеже тысячелетий экстремальный метал переживал свой упадок — культовые группы, наподобие Metallica, экспериментировали со звучанием и выпускали неоднозначные альбомы, а в масс-медиа доминировал ню-метал, который нередко критиковали за отсутствие агрессивности, присущей классическим релизам 80-х — начала 90-х. Второй альбом Lamb of God, в свою очередь, объединял в себе злые риффы Slayer, высокоточную атаку Metallica и грув Pantera, таким образом, являясь «настоящим плавильным котлом американского металла во всей его красе», что помогло выходу экстремального метала из андеграунда.

## Переиздание
| Оценки критиков | Оценки критиков |
| Источник        | Оценка          |
| --------------- | --------------- |
| Blabbermouth    | [ 45 ]          |
| MetalSucks      | [ 21 ]          |

Из-за ограниченного времени и бюджета на запись и сведение альбома, звучание As the Palaces Burn было крайне сырым, что также признавалось критиками одним из недостатков альбома, в частности, указывалось глухое звучание гитар и общие «шумность» и плохое сведение партий инструментов. Неудовлетворённой оказалась и сама группа, а Рэнди Блай откровенно признавался в том, что искренне ненавидит оригинальный микс альбома. Поэтому музыкантами было решено в честь десятилетия пластинки произвести полное пересведение альбома, для чего продюсером группы, Джошем Уилбуром, были взяты оригинальные мастер-записи и проведён полный ремастеринг альбома, чтобы он звучал так, как задумывался изначально. В дополнение, в переиздание были добавлены три демо-трека песен «Ruin», «As the Palaces Burn» и «Blood Junkie», а также 70-минутный документальный фильм The Making of As the Palaces Burn.
Ремастер As the Palaces Burn был крайне положительно принят музыкальными критиками. Отмечалось, что переиздание альбома позволило гитарным риффам Мортона и Вилли Андлера звучать более чётко, гитарное соло приглашённого Криса Поланда в «Purified» стало придавать песне больше «живости», а акустическое вступление в заключительной песне «Vigil» зазвучало намного меланхоличней и атмосферней. Также более отчётливо стала слышна бас-гитара Джона Кэмпбелла, благодаря чему больше чувствуется его вклад в звучание коллектива. Особо отмечалось сведение барабанов, которые на ремастере вышли на первый план и намного лучше демонстрируют техническое мастерство Криса Адлера. Отдельного упоминания удостоился документальный фильм, посвящённый созданию As the Palaces Burn, раскрывающий множество деталей касательно отношения музыкантов к альбому, напряжённой атмосферы в студии и подробное описание создания каждой песни и процесса ремастеринга.

## Список композиций
Слова и музыка всех песен — Lamb of God.
| №                   | Название                      | Перевод названия                | Длительность |
| ------------------- | ----------------------------- | ------------------------------- | ------------ |
| 1.                  | «Ruin»                        | «Разрушение»                    | 3:54         |
| 2.                  | «As the Palaces Burn»         | «Пока горят дворцы»             | 2:24         |
| 3.                  | «Purified»                    | «Очищенный»                     | 3:10         |
| 4.                  | «11th Hour»                   | «11-й час»                      | 3:44         |
| 5.                  | «For Your Malice»             | «За вашу злобу»                 | 3:43         |
| 6.                  | «Boot Scraper»                | «Декроттуар»                    | 4:34         |
| 7.                  | «A Devil in God's Country»    | «Дьявол в Божьей стране»        | 3:14         |
| 8.                  | «In Defense of Our Good Name» | «В защиту нашего доброго имени» | 4:10         |
| 9.                  | «Blood Junkie»                | «Кровавый нарик»                | 4:23         |
| 10.                 | «Vigil»                       | «Стража»                        | 4:42         |
| Общая длительность: | Общая длительность:           | Общая длительность:             | 37:58        |

| №                   | Название                            | Длительность |
| ------------------- | ----------------------------------- | ------------ |
| 11.                 | «Ruin» (демо-версия)                | 3:44         |
| 12.                 | «As the Palaces Burn» (демо-версия) | 2:26         |
| 13.                 | «Blood Junkie» (демо-версия)        | 4:16         |
| Общая длительность: | Общая длительность:                 | 48:24        |

## Участники записи
| Lamb of God - Рэнди Блай — вокал - Марк Мортон — гитары - Вилли Адлер — гитары - Джон Кэмпбелл — бас-гитара - Крис Адлер — ударные Приглашённые музыканты - Крис Поланд — гитарное соло на «Purified» - Девин Таунсенд — гитара на «A Devil in God’s Country» - Стив Остин — бэк-вокал на «11th Hour» | Технический персонал - Дэвин Таунсенд — продюсирование, звукорежиссура - Шон Тингвольд — сведение - Луи Теран — мастеринг - Карла Льюис — помощник звукорежиссёра - Дэн Кирли — помощник звукорежиссёра - Дэннис Соломон — помощник звукорежиссёра - Грант Ратледж — помощник звукорежиссёра - Скотт Кук — помощник звукорежиссёра - Петар Сарделич — звукорежиссёр Криса Поланда - Джош Уилбур — сведение (переиздание 10th Anniversary Edition) - Брэд Блэквуд — мастеринг (переиздание 10th Anniversary Edition) |

## Коммерческий успех
В 2013 году компания Nielsen SoundScan сообщила, что за 10 лет после своего выхода As the Palaces Burn был распродан тиражом в 270 000 экземпляров.
| Чарт (2013)                           | Высшая позиция |
| ------------------------------------- | -------------- |
| США (Billboard 200)                   | 64             |
| США (Billboard Top Tastemaker Albums) | 25             |